# Niemcowizna
Niemcowizna – wieś w Polsce położona w województwie podlaskim, w powiecie suwalskim, w gminie Suwałki.
W latach 1975–1998 miejscowość administracyjnie należała do województwa suwalskiego.
Wierni kościoła rzymskokatolickiego należą do parafii Matki Bożej Częstochowskiej w Żylinach.